# Гальфдан Ск'єтт
Гальфдан Ск'єтт (норв. Halfdan Schjøtt, 26 грудня 1893 — 14 лютого 1974) — норвезький яхтсмен.
Олімпійський чемпіон 1920 року в класі 10 метрів (правила 1919 року).